# Rodrigo Baldasso da Costa
Rodrigo Baldasso da Costa, meglio conosciuto come Rodrigo (Lençóis Paulista, 27 agosto 1980), è un ex calciatore brasiliano, di ruolo difensore.

## Carriera

### Club
Durante la sua carriera ha giocato con varie squadre di club, tra cui anche il San Paolo e l'Internacional.

## Palmarès

### Competizioni statali
- Campionato Carioca: 1

Flamengo: 2008
- Coppa Guanabara: 1

Flamengo: 2008
- Campionato Gaucho: 2

Gremio: 2010
Internacional: 2011
- Campionato Goiano: 1

Goias: 2013

### Competizioni nazionali
- Campionato ucraino: 1

Dinamo Kiev: 2006-2007
- Coppa d'Ucraina: 2

Dinamo Kiev: 2005-2006, 2006-2007
- Supercoppa d'Ucraina: 2

Dinamo Kiev: 2006, 2007
- Campionato brasiliano: 1

San Paolo: 2008

### Competizioni internazionali
- Recopa Sudamericana: 1

Internacional: 2011